# طارق العشري
طارق العشري هو مدرب كرة قدم مصري، يشغل حاليًا منصب المدير الفني لفريق النصر الليبي . أسس اسمه بوصفه مديرًا شابًا بفوزه بثلاثة ألقاب كؤوس. ويُعد أول مدرب ينفذ تشكيل 4-4-2 في الكرة المصرية بنجاح.

## مهنة التدريب
تشكلت مسيرة طارق العشري التدريبية من خلال الفريق المصري حرس الحدود، وهو فريق كان منخفض المستوى نسبيًا عندما تولى العشري المسؤولية. قاد الفريق إلى لقبه الأول على الإطلاق بفوزه بكأس مصر 2009 إذ فاز حرس الحدود على إنبي 4-1 بركلات الترجيح بعد التعادل 1-1. وبوصفه الفائز بالكأس، واجه حرس الحدود بطل الدوري، الأهلي، في كأس السوبر المصري عام 2009 ونجح في هزيمته بنتيجة 2-0، ليحقق اللقب الثاني للنادي. نجح العشري في الدفاع عن لقب الكأس لفريقه في نهائي كأس مصر 2010 إذ فاز حرس الحدود على الأهلي 5-4 بركلات الترجيح بعد التعادل 1-1.
قاد العشري حرس الحدود أيضًا في المسابقات القارية، إذ ظهر الفريق عدة مرات في كأس الكونفدرالية الإفريقية. للمرة الأولى في نسخة 2006. حقق الفريق أفضل نتائجه في نسخة 2008 إذ احتل المركز الثاني في دور المجموعات.

## الألقاب
- كأس مصر: 2009، 2010
- كأس البدع المصري باشراف كابتن / محمد صلاح حموده 2005[7]

## روابط خارجية
- طارق العشري على موقع الاتحاد الدولي (مؤرشف)  (الإنجليزية)
- طارق العشري على موقع قاعدة بيانات كرة القدم.إي يو (الإنجليزية)